# Truyện chú Hành
Truyện chú Hành (tiếng Nga: Чиполлино) là một bộ phim hoạt hình do Boris Dyozhkin đạo diễn và Mstislav Paschenko biên kịch, được xuất phẩm vào ngày 28 tháng 6 năm 1961 tại Moskva.

## Lịch sử
Truyện phim phỏng theo tiểu thuyết Cuộc phiêu lưu của chú Hành của tác giả Gianni Rodari.

## Nội dung
Chú Hành là đứa bé vô cùng hào hiệp, tính lúc nào cũng ưa bay nhảy. Điều này trái hẳn với mái tóc lởm chởm hễ xịt nước vào mặt ai là người ấy chảy nước mắt ròng ròng vì cay.
Có một hôm, đương lúc chen vào đám đông ngó vương công Chanh diễn hành qua, chú Hành sơ ý giẫm phải chân ngài. Vương công bèn hạ lệnh cho quan quân truy lùng kẻ phạm "tội ác tày giời". Vì thương con, bác Hành Già đành liều nhận về mình, thế là bị tống giam.
Trong những ngày buồn thảm vì lo lắng cho cha, Hành được bác Nho và cô bạn Cải Đường vỗ về. Nhưng rồi với bản tính hiếu động, Hành chẳng chịu ngồi yên chờ ngày cha bị xử quyết.
Hành bèn rủ Cải Đường tới lâu đài của đôi bá tước phu nhân Anh Đào cầu cứu. Ở đấy, họ kết thân được với cậu Tiểu Anh Đào - cháu ruột các bà bá tước kiều diễm.
Thuở ấy, lão Cà Chua đang sẵn ý định chiếm dinh thự làm của riêng nên tìm cách ve vãn các bà bá tước. Y vô tình đụng độ Hành và các bạn nên sai tên thám tử Cà Rốt dắt con chó Cà Tím đi lùng "ổ tội phạm".

## Kĩ thuật
Phim được thực hiện tại chế phiến xưởng Soyuzmultfilm ở Moskva năm 1960.

### Sản xuất
- Thiết kế: Perch Sargsyan
- Điều phối: Fyodor Ivanov
- Hòa âm: Boris Filchikov

### Diễn xuất
- Nina Gulyayeva... Chú Hành
- Valentin Dukler... Bác Nho
- Sergey Martinson... Vương công Chanh
- Vladimir Lepko... Thuộc hạ vương công Chanh
- Grigory Shpigel... Tổng trấn Cà Chua
- Irina Pototskaya... Hầu tước Tiểu Anh Đào
- Georgy Millyar... Chú Việt Quất / Thám tử Cà Rốt
- Georgy Vitsin... Lão Xương Rồng
- Aleksey Polevoy... Ông Bí Ngô
- Vera Orlova... Bé Cải Đường
- Margarita Korabelnikova... Bá tước phu nhân Anh Đào 1
- Yelena Ponsova... Bá tước phu nhân Anh Đào 2
- Yury Khrzhanovsky
- Mikhayl Nazvanov
- Viktor Koltsov
- Margarita Kupryanova

## Văn hóa
Ngay sau khi công chiếu, Truyện chú Hành giành được sự quan tâm sâu sắc của dư luận Liên bang Soviet và gây được tiếng vang trên toàn thế giới. Vào năm 1974, nhạc sĩ Karen Khachaturyan đã quyết định chuyển soạn nội dung và nhạc nền bộ phim này thành vở ca vũ kịch cùng tên. Sau đó, tại Bắc Mỹ cũng có một phiên bản hoạt họa chuyển thể nữa.